# Чуна (река, впадает в Чунозеро)
Чуна — река в Мурманской области России. Протекает по территории городского округа город Мончегорск с подведомственной территорией. Впадает в Чунозеро.
Длина реки составляет 58 км. Площадь бассейна 571 км². Скорость течения 0,8 м/с.
Берёт начало в озере в лощине между горами Мончетундра и Чунатундра на высоте 475,3 м над уровнем моря. Протекает по лесной, местами болотистой местности. Порожиста. В верхнем течении река Чуна проходит через озёра Верхнее Горьюсное (276,8 м) и Нижнее Горьюсное (265,5 м). Крупнейшие притоки: Южный Ташкем, Суэньлагуай, Сылпуай, Курбышуай, Большой и Саснюнвуай. Впадает в Чунозеро на высоте 128,6 м над уровнем моря.

## Данные водного реестра
По данным государственного водного реестра России относится к Баренцево-Беломорскому бассейновому округу, водохозяйственный участок реки — река Нива, включая озеро Имандра. Речной бассейн реки — бассейны рек Кольского полуострова и Карелии.
Код объекта в государственном водном реестре — 02020000312101000010072.